# Philautus aurifasciatus
Philautus aurifasciatus är en groddjursart som först beskrevs av Hermann Schlegel 1837.  Philautus aurifasciatus ingår i släktet Philautus och familjen trädgrodor. IUCN kategoriserar arten globalt som livskraftig. Inga underarter finns listade i Catalogue of Life.